# György Horkai
György Horkai, född 1 juli 1954 i Budapest, är en ungersk vattenpolospelare. Han ingick i Ungerns landslag vid två olympiska spel.
Horkai gjorde tio mål i den olympiska vattenpoloturneringen i Montréal där Ungern tog guld. I den olympiska vattenpoloturneringen i Moskva gjorde Horkai elva mål och Ungern tog brons.
Horkai tog EM-guld i Wien 1974 och på nytt i Jönköping 1977.